# Mediterrane boomkikker
De mediterrane boomkikker (Hyla meridionalis) is een kikker uit de familie boomkikkers (Hylidae).

## Naamgeving
Ook de namen Zuid-Europese boomkikker en streeploze boomkikker worden wel gebruikt. De soort werd voor het eerst wetenschappelijk beschreven door Oskar Boettger in 1874. Oorspronkelijk werd de wetenschappelijke naam Hyla arborea var. meridionalis  gebruikt.

## Uiterlijke kenmerken

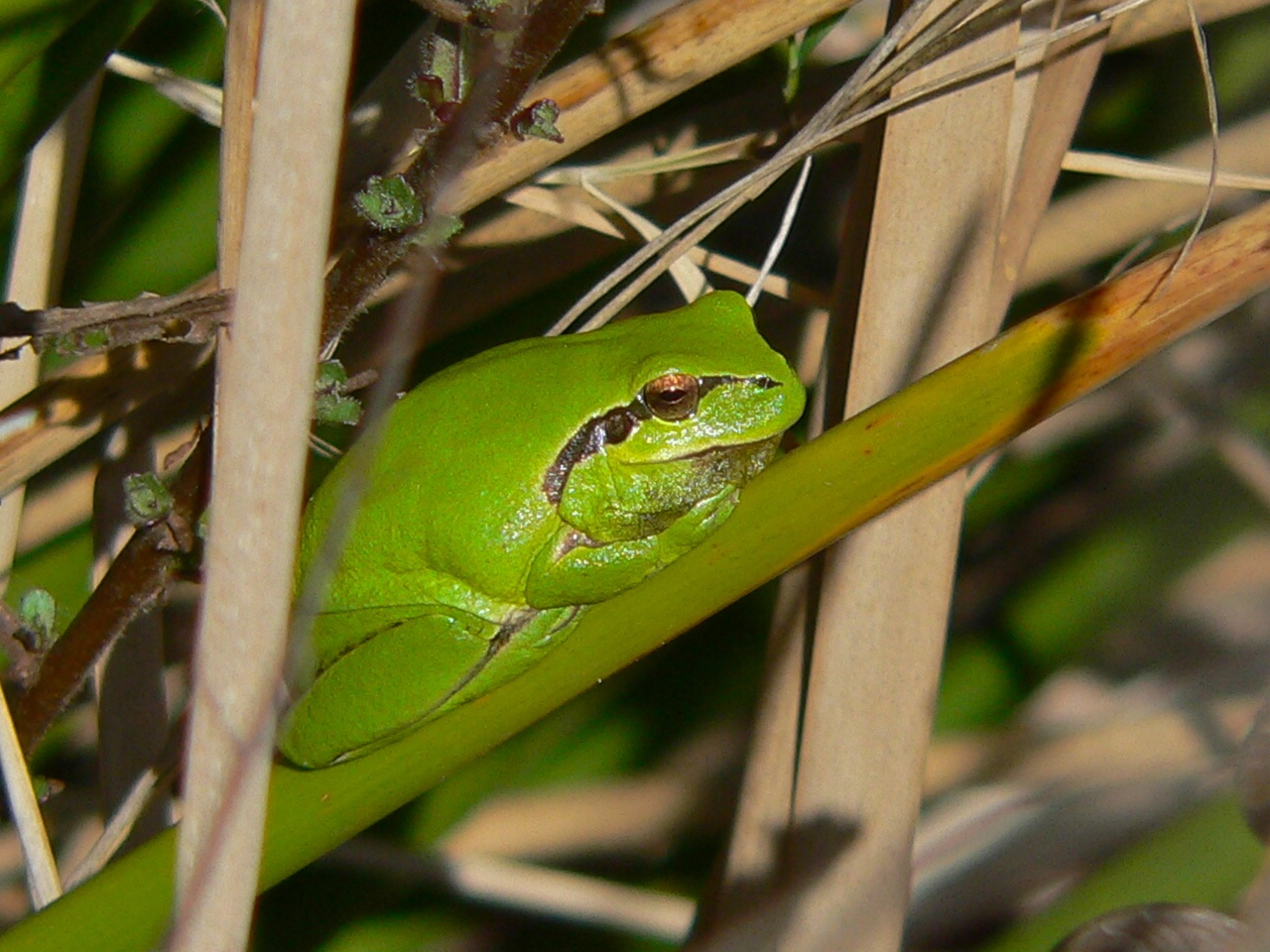
Mediterrane boomkikker

De lengte is ongeveer 5 centimeter en de kleur is meestal lichtgroen, de buikzijde is wit, met vrij lange tenen en duidelijk zichtbare hechtschijfjes, waarmee de kikker ook over glas kan lopen. Van de Europese boomkikker (Hyla arborea) is de soort te onderscheiden doordat deze laatste soort een zwarte wit omzoomde flankstreep heeft van snuitpunt tot cloaca; de mediterrane boomkikker mist deze streep en heeft alleen een lange zwarte oogvlek tot boven de voorpoot.

## Algemeen
De kikker komt voor in noordwestelijk Afrika en in Europa, maar niet in de Benelux en de Balkan maar alleen rond de Middellandse Zee; Portugal, Italië, zuidelijk Frankrijk en zuidoostelijk Spanje. Deze soort houdt van warmere streken maar niet van droogte en meestal wordt de kikker in de nabijheid van water gevonden in planten, struiken en lagere bomen.

## Levenswijze
Het voedsel bestaat uit ongewervelden die tijdens de schemering en 's nachts worden gevangen, overdag zit de kikker ergens in een struik verstopt. Op het menu staan voornamelijk insecten(larven), spinnen en slakken. De belangrijkste vijanden van de kikkers zijn vogels, de kikkervisjes worden onder andere gegeten door kikkervisjes van andere soorten, zoals die van de knoflookpad. De Mediterrane boomkikker komt zelden op de bodem en klimt graag, in rust zit het dier verticaal tussen de bladeren enkele meters boven de grond. Deze soort is veel zeldzamer dan de Europese boomkikker en is in sommige streken redelijk stabiel (Frankrijk) maar in andere (Spanje) ernstig bedreigd doordat poelen en andere natuurlijke biotopen verdwijnen. Ook het gebruik van pesticiden voor de landbouw en de bestrijding van muggen heeft een negatief effect.